# لويس غوتيريز سوتو
لويس غوتيريز سوتو (بالإسبانية: Luis Gutiérrez Soto)‏ هو مهندس معماري إسباني، ولد في 1890 في مدريد في إسبانيا، وتوفي بنفس المكان في 1977.